# 織紗長袍
織紗長袍（日语：ローブティサージュ），是日本純種競賽馬匹。生涯活躍於短途至一哩賽事，曾於2012年勝出阪神兩歲牝馬錦標。

## 出賽前
2010年1月28日出身於北海道安平町北部牧場，成長途中於一口馬主俱樂部Silk Racing Co. Ltd.進行馬主募集。
其後交由栗東訓練中心練馬師須貝尚介訓練。

## 競賽生涯

### 2歲
2012年7月15日出戰函館競馬場2歲新馬戰，比賽初段保持於中團靠後的位置追走，進入直路後衝出並跑出後600米35.8秒的優秀末腳，最終以1 1/4馬位優勢取得首勝。
休養三個月後出戰夢幻錦標，本次比賽再度採用居中戰術，可惜於直路雖然超越不少對手，但一直未能迫近前方領先的Sound Rihanna，最終被拉開3馬位落敗。
12月9日出戰阪神兩歲牝馬錦標，賽前僅獲得第五人氣。比賽開始後，其無視前方Tagano Mu Chan的領放，和第一人氣Collector Item一同保持於約莫第十的位置追走。進入直路後，其成功進佔有利位置並於外檔不斷加速，最終成功衝出下於最後關頭超越前方的Kurofune Surprise，以頸位壓贏對手取得首個一級賽冠軍之餘，亦爲馬主Silk Racing Co. Ltd.帶來自2000年第一絲綢以來再一個一級賽優勝。
年末，由於其贏得一級賽成爲一衆2歲雌馬的頂點，因而於評選中以近乎全票的288票當選最佳2歲雌馬。

### 3歲
2013年以雌馬三冠戰線作目標，然而於並未能做出任何成績，出戰鬱金香賞以第九落敗，其後於櫻花賞雖然一度取得領先，但隨即被對手趕過而僅得第五，5月出戰優駿牝馬（日本橡樹大賽）亦因無法於直路順利加速而再度獲得第九。
休養過後於秋季被期望可以有所進步，然而於玫瑰錦標取得第六後，於秋華賞更以第十一大敗。

### 4歲
2014年以京都牝馬錦標作爲年度首戰，採用領放戰術下於直路大幅失速，最終以第七完賽。
其後縮程出戰阪神牝馬錦標，比賽初段選擇於先頭部隊推進，並於比賽途中保持穩定的速度。進入直路後，雖然其因較快的節奏稍爲力弱，但仍然可以於內欄位置維持走勢，最終僅被醒目層次及檀島沙槌超越，以第三完賽並顯示自身稍爲復活的跡象。
5月18日返回一哩賽事出戰維多利亞一哩賽，但因於直路體力稍爲不支，最終無法保持速度下不斷被後方對手超越以第十一大敗。
因而維多利亞一哩賽的失利，其繼續於短途賽事中進擊，夏季出戰函館短途錦標，於其中跑出優秀的表現下僅以頸位敗於禮貌周到取得亞軍。
8月31日出戰堅蘭盃，賽前落後圓弧赤駿及醒目奧丁取得第三人氣。比賽開始後，其繼續採用居中戰術於第七左右的位置展開推進，並於比賽途中逐步抽出外檔位置以防止被阻擋。進入直路後，其憑借有利的位置開始加速，取得領先後繼續保持衝刺，最終力拒後方圓弧赤駿的來襲下成功以頸位贏過對手，奪得暌違1年8個月的勝利。
然而其後無法繼續保持優秀表現，出戰短途馬錦標因未能加速而以第十一落敗，而11月出戰京阪盃則因賽前拒絕入閘而浪費過多體力，最終於比賽途中狀態盡失並以第十四大敗。

### 5歲
2015年3月1日雖然於阪急盃取得第三的不俗戰績，但其後卻遭遇一系列的慘敗，先於高松宮紀念及函館短途錦標分別以第十七及第十五完賽，入夏後出戰堅蘭盃亦僅得第七，10月於天鵝錦標更於進入直路後因T M Taiho外閃斜行而被撞倒並將騎師福永祐一甩落，最終被判處比賽中止。
完成天鵝錦標後，陣營認爲其狀態大不如前且不適合繼續比賽，遂安排其退役，並於11月11日取消日本中央競馬會的賽駒註冊。

### 詳細賽績
| 日期       | 舉辦國家 | 馬場 | 距離   | 級別 | 賽事名稱         | 負重 | 騎師       | 馬號 | 出馬 | 名次     | 時間     | 頭馬（二馬）          |
| ---------- | -------- | ---- | ------ | ---- | ---------------- | ---- | ---------- | ---- | ---- | -------- | -------- | --------------------- |
| 15/7/2012  | 日本     | 函館 | 草1800 |      | 2歲新馬          | 54   | 秋山真一郎 | 7    | 7    | 1        | 1:53.2   | （Admire Zephyr）     |
| 10/11/2012 | 日本     | 京都 | 草1400 | GIII | 夢幻錦標         | 54   | 秋山真一郎 | 14   | 8    | 2        | 1:21.3   | Sound Rihanna         |
| 9/12/2012  | 日本     | 阪神 | 草1600 | GI   | 阪神兩歲牝馬錦標 | 54   | 秋山真一郎 | 1    | 1    | 1        | 1:34.2   | （Kurofune Surprise） |
| 2/3/2013   | 日本     | 阪神 | 草1600 | GIII | 鬱金香賞         | 54   | 秋山真一郎 | 14   | 8    | 9        | 1:36.0   | Kurofune Surprise     |
| 7/4/2013   | 日本     | 阪神 | 草1600 | GI   | 櫻花賞           | 55   | 秋山真一郎 | 6    | 3    | 5        | 1:35.6   | Ayusan                |
| 19/5/2013  | 日本     | 東京 | 草2400 | GI   | 優駿牝馬         | 55   | 岩田康誠   | 9    | 5    | 9        | 2:26.7   | 名將間風              |
| 15/9/2013  | 日本     | 阪神 | 草1800 | GII  | 玫瑰錦標         | 54   | 岩田康誠   | 8    | 4    | 6        | 1:48.1   | 有型露比              |
| 13/10/2013 | 日本     | 京都 | 草2000 | GI   | 秋華賞           | 55   | 岩田康誠   | 17   | 8    | 11       | 1:59.1   | 名將間風              |
| 25/1/2014  | 日本     | 京都 | 草1600 | GIII | 京都牝馬錦標     | 54   | 岩田康誠   | 16   | 8    | 7        | 1:33.6   | 檀島沙鎚              |
| 12/4/2014  | 日本     | 阪神 | 草1400 | GII  | 阪神牝馬錦標     | 54   | 薛達祺     | 10   | 7    | 3        | 1:20.3   | 醒目層次              |
| 18/5/2014  | 日本     | 東京 | 草1600 | GI   | 維多利亞一哩賽   | 55   | 橫山典弘   | 16   | 8    | 11       | 1:32.9   | 極峰                  |
| 22/6/2014  | 日本     | 函館 | 草1200 | GIII | 函館短途錦標     | 54   | 三浦皇成   | 10   | 6    | 2        | 1:08.5   | 禮貌周到              |
| 31/8/2014  | 日本     | 札幌 | 草1200 | GIII | 堅蘭盃           | 54   | 三浦皇成   | 7    | 4    | 1        | 1:09.0   | （圓弧赤駿）          |
| 5/10/2014  | 日本     | 新潟 | 草1200 | GI   | 短途馬錦標       | 55   | 秋山真一郎 | 2    | 1    | 11       | 1:09.1   | 瑞草祥龍              |
| 30/11/2014 | 日本     | 京都 | 草1200 | GIII | 京阪盃           | 54   | 三浦皇成   | 15   | 7    | 14       | 1:09.4   | 毅力寶貝              |
| 1/3/2015   | 日本     | 阪神 | 草1400 | GIII | 阪急盃           | 54   | 池添謙一   | 6    | 3    | 3        | 1:23.8   | 大和佳駿              |
| 29/2/2015  | 日本     | 中京 | 草1200 | GI   | 高松宮紀念       | 55   | 池添謙一   | 3    | 2    | 17       | 1:10.4   | 友瑩格                |
| 21/6/2015  | 日本     | 函館 | 草1200 | GIII | 函館短途錦標     | 54   | 三浦皇成   | 6    | 3    | 15       | 1:09.5   | 丁字湖                |
| 30/8/2015  | 日本     | 札幌 | 草1200 | GIII | 堅蘭盃           | 55   | 三浦皇成   | 11   | 6    | 7        | 1:08.9   | 浮世之風              |
| 31/10/2015 | 日本     | 京都 | 草1400 | GII  | 天鵝錦標         | 54   | 福永祐一   | 8    | 5    | 比賽中止 | 比賽中止 | Albiano               |

## 退役後
退役後，織紗長袍成爲了繁殖雌馬，於北海道安平町北部牧場休養，在2016年進行配種。首匹子嗣織紗之絆在2017年出生，可於2019年出賽。

### 詳細繁殖資料
| 數目   | 馬名         | 出生年 | 性別 | 父系     | 練馬師                         | 馬主               | 戰績                  |
| ------ | ------------ | ------ | ---- | -------- | ------------------------------ | ------------------ | --------------------- |
| 第一匹 | 織紗之絆     | 2018   | 雄   | 黃金巨匠 | 栗東・須貝尚介                 | Silk Racing Co Ltd | 14戰4冠1亞1季（退役） |
| 第二匹 | 歡笑理由     | 2018   | 雄   | 真心呼喚 | 栗東・須貝尚介 →栗東・辻野泰之 | Silk Racing Co Ltd | 25戰2冠0亞2季（現役） |
| 第三匹 | 世襲長袍     | 2019   | 雌   | 大震撼   | 美浦・手塚貴久                 | Silk Racing Co Ltd | 15戰1冠1亞3季（退役） |
| 第四匹 | Rochie       | 2020   | 雌   | 龍王     |                                |                    | （未出賽・繁殖）      |
|        | （流產）     |        |      | 金之霸   |                                |                    |                       |
| 第五匹 | La Trace     | 2022   | 雄   | 高情厚意 | 栗東・中内田充正               | Silk Racing Co Ltd | 3戰0冠1亞2季（現役）  |
| 第六匹 | 織紗長袍2023 | 2023   | 雄   | 神威啟示 | 栗東・中内田充正               | Silk Racing Co Ltd | （出賽前）            |
| 第七匹 | 織紗長袍2024 | 2024   | 雄   | 黃金巨匠 |                                |                    | （出賽前）            |

## 血統簡介
父系戰爭標誌爲美國賽駒，生涯戰績優勢，爲美國三冠賽雙冠馬，亦曾勝出赫斯基邀請讓賽。祖父Our Emblem亦美國賽駒，生涯雖然僅勝出五場賽事，但曾於一級賽卡達讓賽取得亞軍，亦於大都會讓賽及華士弼錦標跑獲季軍。
母系Petit Noire爲日本馬匹，生涯無出賽紀錄。外祖父談唱劇爲愛爾蘭生產的英國賽駒，生涯戰績優秀，曾勝出日本盃、英國國國際錦標、加拿大國際錦標及加冕盃四項一級賽。

### 詳細賽績
| 父線：淘金者系（Raise a Native系）                 |                              |                |                 |
| 種馬 戰爭標誌 1999年（棕色）                       | Our Emblem 1991年（深棗色）  | 淘金者         | Raise a Native  |
| 種馬 戰爭標誌 1999年（棕色）                       | Our Emblem 1991年（深棗色）  | 淘金者         | Gold Digger     |
| 種馬 戰爭標誌 1999年（棕色）                       | Our Emblem 1991年（深棗色）  | 個人榮譽       | Private Account |
| 種馬 戰爭標誌 1999年（棕色）                       | Our Emblem 1991年（深棗色）  | 個人榮譽       | Grecian Banner  |
| 種馬 戰爭標誌 1999年（棕色）                       | Sweetest Lady 1990年（棗色） | Lord at War    | General         |
| 種馬 戰爭標誌 1999年（棕色）                       | Sweetest Lady 1990年（棗色） | Lord at War    | Luna de Miel    |
| 種馬 戰爭標誌 1999年（棕色）                       | Sweetest Lady 1990年（棗色） | Sweetest Roman | The Pruner      |
| 種馬 戰爭標誌 1999年（棕色）                       | Sweetest Lady 1990年（棗色） | Sweetest Roman | I Also          |
| 繁殖雌馬 Petit Noire 2005年（黑色）                | 談唱劇 1992年（棗色）        | 如虎添翼       | 鞍匠井          |
| 繁殖雌馬 Petit Noire 2005年（黑色）                | 談唱劇 1992年（棗色）        | 如虎添翼       | High Hawk       |
| 繁殖雌馬 Petit Noire 2005年（黑色）                | 談唱劇 1992年（棗色）        | Glorious Song  | Halo            |
| 繁殖雌馬 Petit Noire 2005年（黑色）                | 談唱劇 1992年（棗色）        | Glorious Song  | Ballade         |
| 繁殖雌馬 Petit Noire 2005年（黑色）                | Rich Affair 2000年（黑色）   | Machiavellian  | 淘金者          |
| 繁殖雌馬 Petit Noire 2005年（黑色）                | Rich Affair 2000年（黑色）   | Machiavellian  | Coup de Folie   |
| 繁殖雌馬 Petit Noire 2005年（黑色）                | Rich Affair 2000年（黑色）   | Much too Risky | Bustino         |
| 繁殖雌馬 Petit Noire 2005年（黑色）                | Rich Affair 2000年（黑色）   | Much too Risky | Short Rations   |
| 雌系：號族：8-d                                    |                              |                |                 |
| 五代內近親交配：淘金者 3×4、Halo 4×5、Herbager 5×5 |                              |                |                 |

## 命名由來
名字Robe Tissage（ローブティサージュ）於法語中，意思是「採用紗布織成的長袍」，香港則翻譯为「織紗長袍」。

## 外部連結
- 織紗長袍 netkeiba.com （页面存档备份，存于）
- 血統表 （页面存档备份，存于）